# (27499) 2000 GW125
2000 جي دابليو 125 (ويعرف أيضًا باسم (27499) 2000 جي دابليو 125 وفق تسمية الكوكب الصغير) (بالإنجليزية: 2000 GW125)‏ هو كويكب ضمن حزام الكويكبات؛ وترتيبه 27499 من حيث الاكتشاف.
اكتُشف هذا الجُرم الفلكي بواسطة بحث لنكولن عن الكويكبات القريبة من الأرض في 7 أبريل 2000.

## وصلات خارجية
- (27499) 2000 GW125 في قاعدة بيانات مختبر الدفع النفاث لأجرام النظام الشمسي الصغيرة

- الاكتشاف · مخطط المدار ·  العناصر المدارية · المعلمات المادية

- (27499) 2000 GW125 على موقع ويكي سكاي: DSS2, SDSS, GALEX, IRAS, Hydrogen α, X-Ray, Astrophoto, Sky Map, Articles and images